# 澳洲野生駱駝

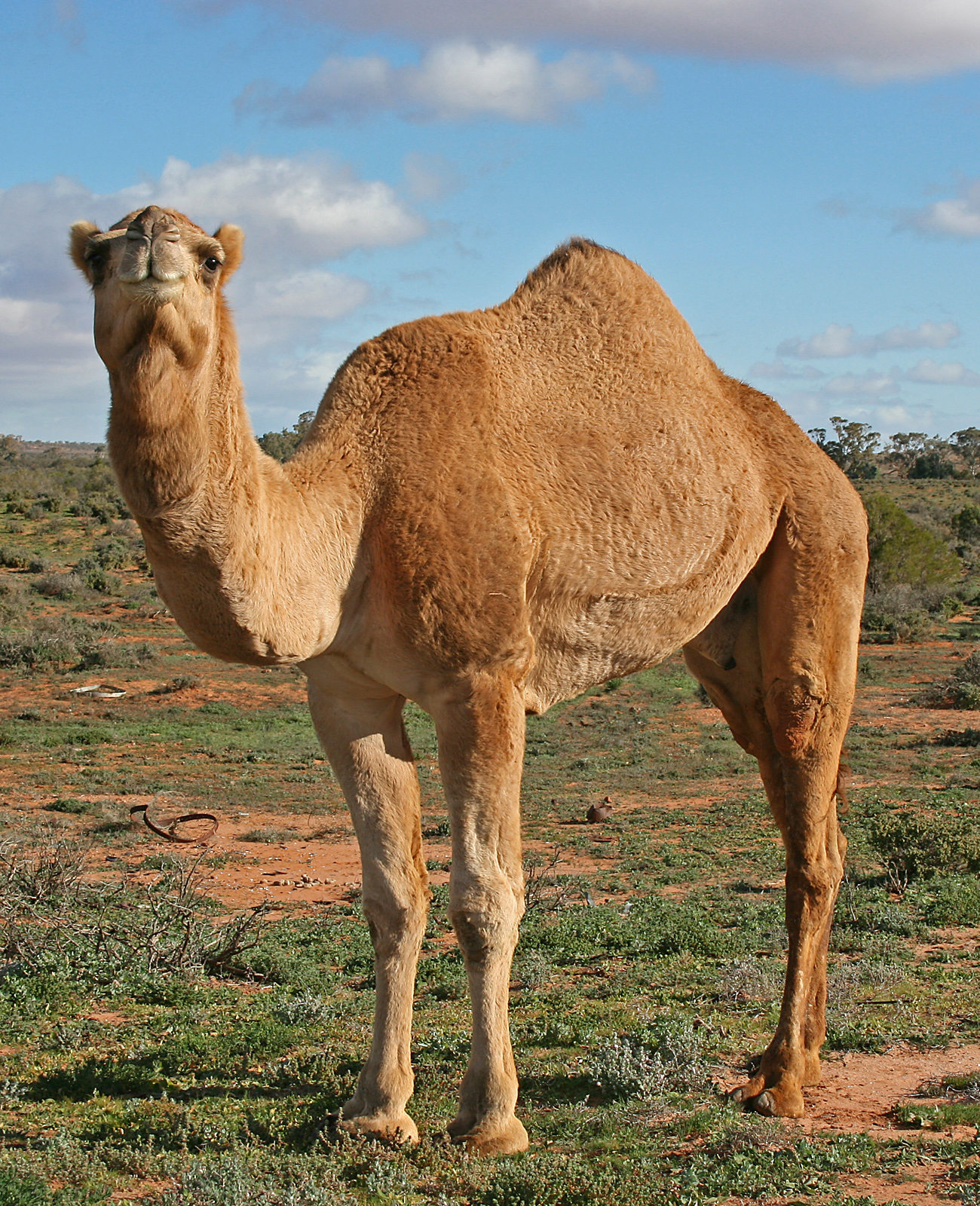
澳洲的野生單峰駱駝

澳洲野生駱駝（Australian feral camel）在澳大利亞的野外生活，是現時全世界最大量的野生駱駝族群。2010年據估計有超過100萬頭。雖說是「野生」，但這些駱駝並非澳洲原生的動物，而是從英属印度和阿富汗地區輸入的外來品種。
澳洲野生駱駝的祖先是單峰駱駝，原來是為方便運輸而輸入至澳洲內陸的沙漠地區。在輸入的時候，單峰駱駝早在兩千年前就已被馴化。而在澳大利亞本土對駱駝的需求減少後，這些輸入的駱駝開始在當地繁殖。由於當時牠們並未有像其他輸入物種一樣對當地的原生環境造成破壞，這些從馴化再度變為野生的駱駝未有被消滅或驅趕而得以繼續繁衍。但到了現在，由於這些駱駝的數量已經過多，已開始對農作物造成破壞。所以，現時有些澳洲原住民透過捕捉駱駝出口而幫補家計。